# Ophiorrhiza crispa
Ophiorrhiza crispa là một loài thực vật có hoa trong họ Thiến thảo. Loài này được Lauterb. mô tả khoa học đầu tiên năm 1905.